# Челси (мост)
Мост Челси (англ. Chelsea Bridge) — стальной мост через Темзу в западном Лондоне, соединяет районы Челси на северном берегу и Баттерси на южном.

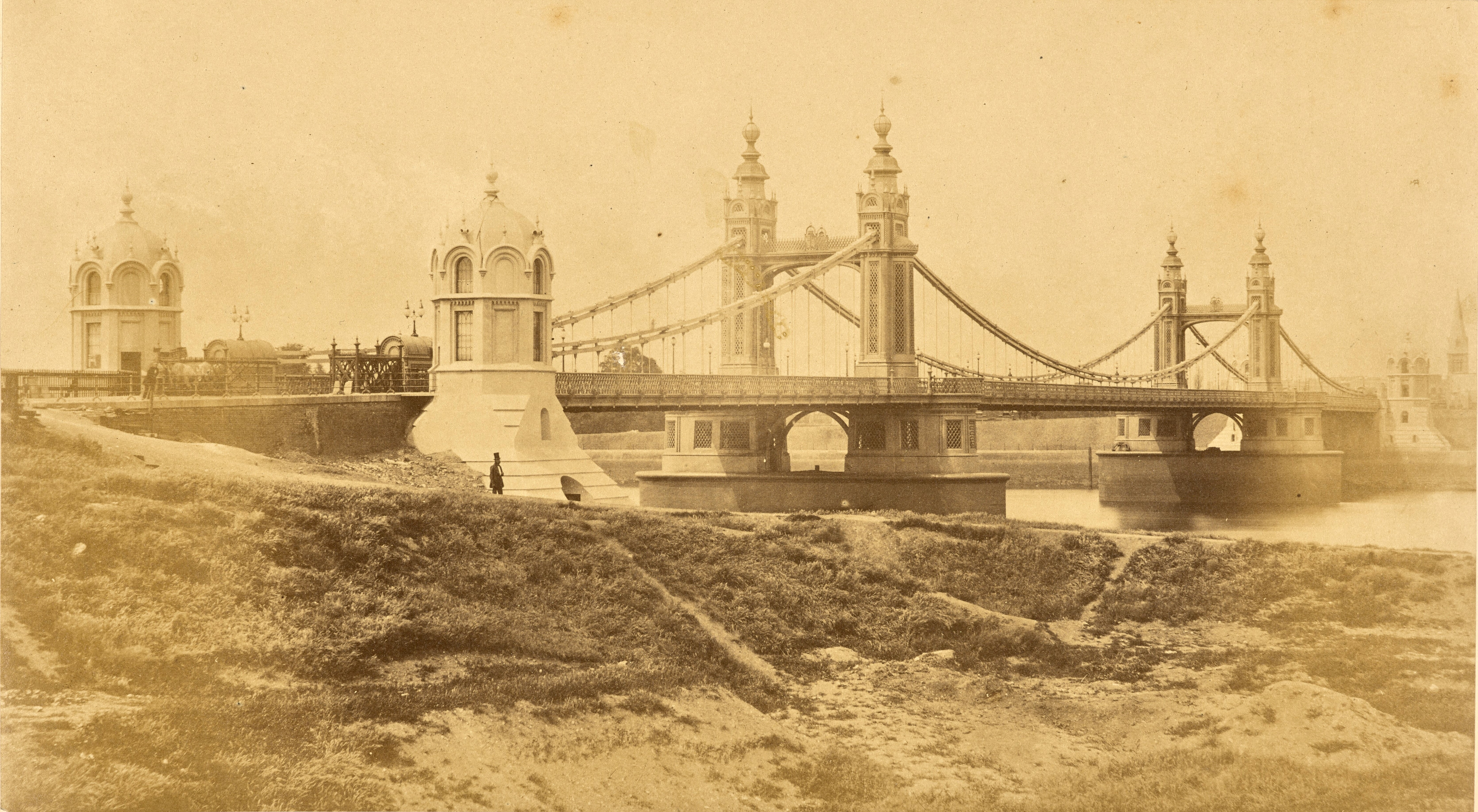
Лондон. Мост Виктории между Баттерси и Челси, 1859 год.

Мост был открыт 6 мая 1937 года. До него на этом месте в 1858—1935 гг располагался мост Виктории, который переименовали в Челси в 1860-х (после осмотра и опасения по поводу безопасности моста, который пришлось укреплять дополнительной цепью). Современный мост Челси имеет две опоры и три пролёта, длина моста — 213 м, ширина — 20 м.
Мост имеет четыре полосы движения, по две в каждую сторону.